# Коваль, Леонид Иосифович
Леонид Иосифович Коваль (латыш. Leonīds Džozefovičs Kovals; 5 февраля 1926, Бобруйск — 18 апреля 2012) — латвийский писатель. Автор 20 романов.

## Биография
Родился 5 февраля 1926 года в Бобруйске.
До Второй мировой войны окончил три класса еврейской и пять классов русской школы.
После начала войны Леонид вместе с матерью оказался из-за эвакуации сначала в Тульской области, а затем под Чимкентом. Его отец ушёл на фронт в начале 1942 года, а в 1944 году его мать умерла от дистрофии. Через месяц после её смерти Леонид добровольно пошёл в Красную армию, отказавшись от брони студента первокурсника медицинского института. После демобилизации в 1947 году поступил в Белорусский государственный университет на факультет журналистики, который окончил в 1952 году.
Статьи Леонида Коваля впервые стали печататься в бобруйской областной газете «Советская Родина», где Коваль проходил студенческую практику, а затем и работал, исполняя обязанности заведующего отделом.
С 1959 года Л. И. Коваль живёт и работает в Латвии, в городе Юрмала.
Коваль Леонид Иосифович является автором 20 романов, в том числе: «Корни дикой груши», «Стон», «Капля дождя», «Без суда и следствия», трёхтомного документально-публицистического исследования «Книга спасения» и «Книга спасителей». Основной темой его сочинений является история Холокоста.
Является президентом Международного общества истории гетто и геноцида евреев.
Леонид Коваль награждён Золотой медалью Европейского общества Франца Кафки (2002 г.). Он удостоен Золотого диплома Общества бывших узников гетто США. В 2009 году Американская академия литературы и искусства (Калифорния) присвоила ему звание академика. Член союза писателей Латвии и Союза русскоязычных писателей Израиля; почётный член APLA — Ассоциации писателей и публицистов (Лондон).